# William Rocha Batista
William Rocha Batista (* 27. července 1980, São Paulo) je bývalý brazilský fotbalový útočník, kariéru ukončil v roce 2012.

## Klubová kariéra
V rodné Brazílii prošel kluby Portuguesa Santista a União Barbarense.

### PFK Levski Sofia
V roce 2001 podepsal kontrakt v Sofii. Zde se však neprosadil, a odehrál pouze jeden ligový zápas. Ještě krátce hostoval v Spartaku Pleven, kde si připsal 9 startů a dvě branky.

### SFC Opava (hostování)
Na podzimní část sezony 2004/05 přišel hostovat do Opavy. Debut v nejvyšší soutěži si připsal 8. srpna 2004 proti Marile Příbram, zápas skončil výhrou Příbrami 2:1. Prvního gólu v opavském dresu se dočkal o 12 dní později, v zápase proti Spartě.

### FK Karpaty Lvov
V roce 2005 přestoupil do Karpat Lvov. Premiéru v ukrajinské lize si připsal 17. března 2005 proti Arsenalu Charkov. Za trvání angažmá odehrál 68 zápasů a vstřelil 22 branek.

### FK Charkov
S úpadkem formy byl v roce 2008 prodán do východoukrajinského FK Charkov.

### FK Baku (hostování)
V únoru 2009 odešel hostovat do FK Baku. S tímto týmem ovládl ročník 2009/10 tamní Azərbaycan Premyer Liqası.

### FK Karpaty Lvov (návrat)
Do Lvova se vrátil dne 5. srpna 2009. V jeho druhé štaci v klubu nastoupil do 61 soutěžních zápasů a zkusil si i Evropskou ligu.

### FK Obolon Kyjev
V dubnu 2012 podepsal smlouvu v Obolonu. Zde však odehrál pouze jeden zápas a ukončil kariéru.

## Trenérská kariéra
Mezi lety 2018-2019 zastával pozici asistenta trenéra v již zaniklém FK Lviv. V létě 2023 byl krátce trenér brazilského klubu Vasco da Gama.